# 莫利斯·貝尼奧斯基

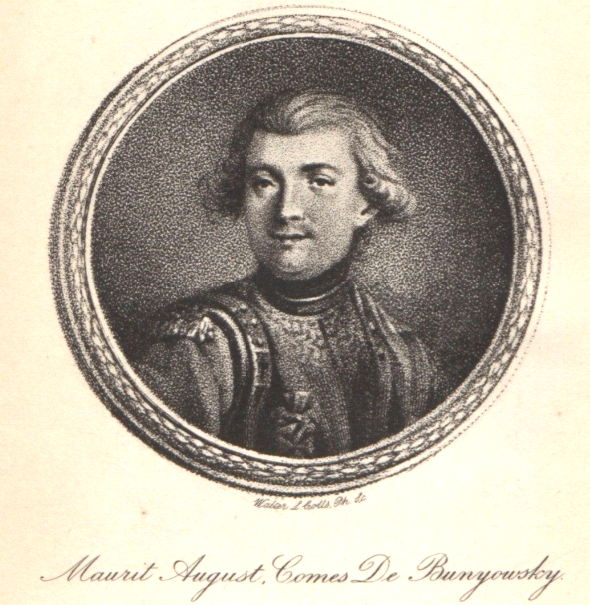
貝紐夫斯基伯爵

貝紐夫斯基·莫利茲（匈牙利語：Benyovszky Móric (Ágost); Móricz，1746年9月20日—1786年5月23日），又譯為莫利茲·貝紐夫斯基（波蘭語：Maurycy Beniowski），依其英文譯名（Maurice Benyowsky）又有轉寫為莫利斯·貝尼奧斯基、伯尼約斯基等，匈牙利伯爵，奧地利軍人，波蘭抗俄軍指揮官，法國軍團上校，法國伯爵，馬達加斯加行政長官、國王。
他自述「出生於匈牙利貴族」，而其先祖曾於14世紀移居波蘭，有波蘭貴族、斯洛伐克貴族血統。匈牙利、波蘭、斯洛伐克等三國都視其為本國人。

## 生平

### 早年
貝紐夫斯基1746年出生與成長於當時為匈牙利王國領土的（現為斯洛伐克弗爾博韋）。1762年加入奧地利軍隊參與七年戰爭。1764年放棄天主教改信路德教派，遭受宗教迫害，1766年逃離匈牙利前往波蘭。
1768年在波蘭與巴爾聯盟（波蘭語：Konfederacja barska）接觸，1769–1770年加入聯盟對抗俄國的戰爭，因戰敗被俄軍所俘，曾越獄被捕改囚禁在西伯利亞的監獄。

### 航海冒險
1771年煽動其他獄囚一起越獄逃亡奪得俄國船艦，5月12日從堪察加半島出海，經阿留申群島、阿拉斯加、千島群島、日本、琉球，在8月左右於台灣東部上岸，與原住民發生戰鬥後，向北航行，停泊在加禮宛灣。在此得知後山為無主之地，因而萌生說服歐洲國家資助其殖民之計畫。他在協助當地部落與一些敵對部落交戰後離台，途經澳門、馬達加斯加、非洲，1772年7月抵達法國返回歐洲。

### 為法國服務
他向法王路易十五和神聖羅馬帝國皇帝約瑟夫二世提出福爾摩沙殖民計畫，但皆未被採納。法王轉而同意他在馬達加斯加建立殖民地的提議，1774年任命他率領軍隊、商團進駐馬達加斯加設立據點，封為伯爵，就任行政長官。他讓島上各族原住民服膺，教導島民使用拉丁字母書寫，1776年10月1日島上各族酋長共推他為「馬達加斯加國王」，然因其成績遭忌為法籍上司詆毀，年底被調回法國。

### 轉而對抗法國並被殺
1777年他與波蘭巴爾聯盟指揮官在巴黎重逢，結識美國駐法使節富蘭克林，向美國提議在馬達加斯加建立軍事據點對抗英國，未被美國採納。1779年與1782年兩度前往美國，提出效命於美國獨立革命之請，其多項軍事建言亦被回絕，他只好返回歐洲，轉向英國遊說。1783年，為了向英國遊說取得返回馬達加斯加的贊助，他將其探險經歷的法文手稿交給英國皇家學會成員翻譯成英文（但拖到1790年才出版），後來在富蘭克林等人的協助下才找到美國的贊助商，成立英美合資的公司，進行馬達加斯加的貿易經營。
1785年他重回馬達加斯加，取回當初法國的據點，並在島的最東端「東角」新設據點，經營奴隸買賣。他強占法國據點、與美國合作日益密切，都激怒法國當局，1786年法國派出60人遠征軍征討，5月23日他右胸中彈戰死。
馬達加斯加脫離殖民獨立後，移除與西方有關的名稱，但唯獨他的名字被流傳下來。1790年自傳《貝尼奧斯基伯爵回憶錄與遊記》（The Memoirs and Travels of Mauritius August Count de Benyowsky）出版，其冒險事蹟被改編成戲劇、歌劇。

## 首名踏足台灣的匈牙利人
「貝尼奧斯基」其實是依照慣用的英文譯名的翻譯，他的匈牙利名字拼為（匈牙利人的名字姓在前名在後）；因為他既然是匈牙利人，則採匈牙利語發音譯為「貝紐夫斯基」似更加貼切。
貝紐夫斯基被視為第一個接觸台灣的匈牙利人。在他的航海日誌裡，曾記述他在台灣東海岸登陸和逗留十幾天的事情。
貝紐夫斯基一行人於1771年（乾隆36年）8月26日正式登陸當時仍然被稱為「福爾摩沙」的台灣島東北部，先在某處登陸，伊能嘉矩認為在秀姑巒溪口，莊宏哲認為在蘇澳灣，因受到原住民的襲擊，乃北轉登陸「加禮宛灣」（Kaleewan Bay，即現今冬山河河口一帶）。
在這短短的十幾天裡，曾受到島上原住民的襲擊，但後來透過島上一名西班牙人  的幫助，與另一族原住民一同進行報復反擊得勝。繼而，這一幫原住民跟貝紐夫斯基商議聯手驅逐在島上的漢人，其頭目Huapo並與貝紐夫斯基誓約結盟，同意在事成後將王國讓予貝紐夫斯基。貝紐夫斯基等人結束十幾天在台灣島上的探索及歷險後，9月12日往澳門繼續航程，...........。
1928年伊能嘉矩身後出版《台灣文化志》，記錄日本人稱他為「 (Hanbengorō)」:96，故亦有人漢譯為半邊五郎。